# Liste der Biografien/Lej
Liste der Biografien |
Portal Biografien |
Personensuche
# |
A |
B |
C |
D |
E |
F |
G |
H |
I |
J |
K |
L |
M |
N |
O |
P |
Q |
R |
S |
T |
U |
V |
W |
X |
Y |
Z |
?
 
La |
Lb |
Lc |
Le |
Lg |
Lh |
Li |
Lj |
Ll |
Lm |
Lo |
Lp |
Lt |
Lu |
Lv |
Lw |
Lx |
Ly |
Lz
 
Lea |
Leb |
Lec |
Led |
Lee |
Lef |
Leg |
Leh |
Lei |
Lej |
Lek |
Lel |
Lem |
Len |
Leo |
Lep |
Leq |
Ler |
Les |
Let |
Leu |
Lev |
Lew |
Lex |
Ley |
Lez
Die Liste der Biografien führt alle Personen auf, die in der deutschsprachigen Wikipedia einen Artikel haben. Dieses ist eine Teilliste mit 62 Einträgen von Personen, deren Namen mit den Buchstaben „Lej“ beginnt.

## Lej

### Leja
- Leja, Annette (* 1969), österreichische Politikerin, Krankhausmanagerin und Funktionärin der Wirtschaftskammer Österreich
- Leja, Franciszek (1885–1979), polnischer Mathematiker
- Leja, Katarzyna (* 1990), polnische Biathletin
- Leja, Krzysztof (* 1996), polnischer Skispringer
- Leja, Mariusz (* 1987), polnischer Biathlet
- Leja, Matthias (* 1962), deutscher Schauspieler
- Leja, Michael (* 1950), deutscher Politiker (CDU), MdVK, MdB
- Lejan, Michael (* 1983), belgischer Fußballspieler
- Lejarraga, Kerman (* 1992), spanischer Boxer
- Lejárraga, María de la O (1874–1974), spanische Dichterin und Frauenrechtlerin
- Lejarre, Yves (1897–1945), französischer Kämpfer in der Résistance
- Lejarreta, Iñaki (1983–2012), spanischer Mountainbikefahrer
- Lejarreta, Marino (* 1957), spanischer Radrennfahrer
- Lejarsari, Variella Aprilsasi Putri (* 1990), indonesische Badmintonspielerin
- Lejava, Marián (* 1976), slowakischer Komponist und Dirigent

### Lejb
- Lejbjuk, Roman (* 1977), ukrainischer Skilangläufer

### Lejd
- Lejdström, Thomas (* 1962), schwedischer Schwimmer

### Leje
- Lejean, Guillaume (1828–1871), französischer Geograph und Forschungsreisender
- Lejet, Édith (1941–2024), französische Komponistin
- Lejeune Dirichlet, Georg (1858–1920), deutscher Altphilologe und Gymnasiallehrer
- Lejeune Dirichlet, Walter (1833–1887), deutscher Gutsbesitzer und Mitglied des Deutschen Reichstags
- Lejeune, Alexandre Louis Simon (1779–1858), belgischer Arzt und Botaniker
- Lejeune, Carlo (* 1963), belgischer Historiker
- Lejeune, Chris (* 1957), deutscher Musiker
- Lejeune, Eduard (1797–1882), Kaufmann und Politiker der Freien Stadt Frankfurt
- Lejeune, Émile (1938–2024), belgischer Fußballspieler
- Lejeune, Erich (* 1944), deutscher Unternehmer und Autor
- Lejeune, Ernst (1870–1944), deutscher Kaufmann und Münzsammler in Frankfurt am Main
- Lejeune, Florian (* 1991), französischer Fußballspieler
- Lejeune, Fritz (1892–1966), deutscher Arzt, Zahnarzt und Medizinhistoriker
- Lejeune, Guy, französischer Tennisspieler
- Lejeune, Henry (1819–1904), britischer Maler
- Lejeune, Jérôme (1926–1994), französischer Mediziner
- Lejeune, Jérôme (* 1952), belgischer Musikwissenschaftler, Rundfunkmoderator und Musikherausgeber
- Lejeune, John A. (1867–1942), US-amerikanischer Generalleutnant, 13. Commandant of the Marine Corps
- Lejeune, Leila (* 1976), französische Handballspielerin
- Lejeune, Leo (1915–1985), Schweizer Politiker (SP)
- Lejeune, Lisanne (* 1963), niederländische Hockeyspielerin
- Lejeune, Louis (1877–1954), deutscher Maler
- Lejeune, Louis-François (1775–1848), französischer Maler und General
- Lejeune, Marius (1882–1949), französischer Ruderer
- Lejeune, Martin (* 1964), deutscher Jazzmusiker
- Lejeune, Martin (* 1980), deutscher Journalist, Dokumentarist und früherer politischer AktivistMartin Lejeune (* 1980)

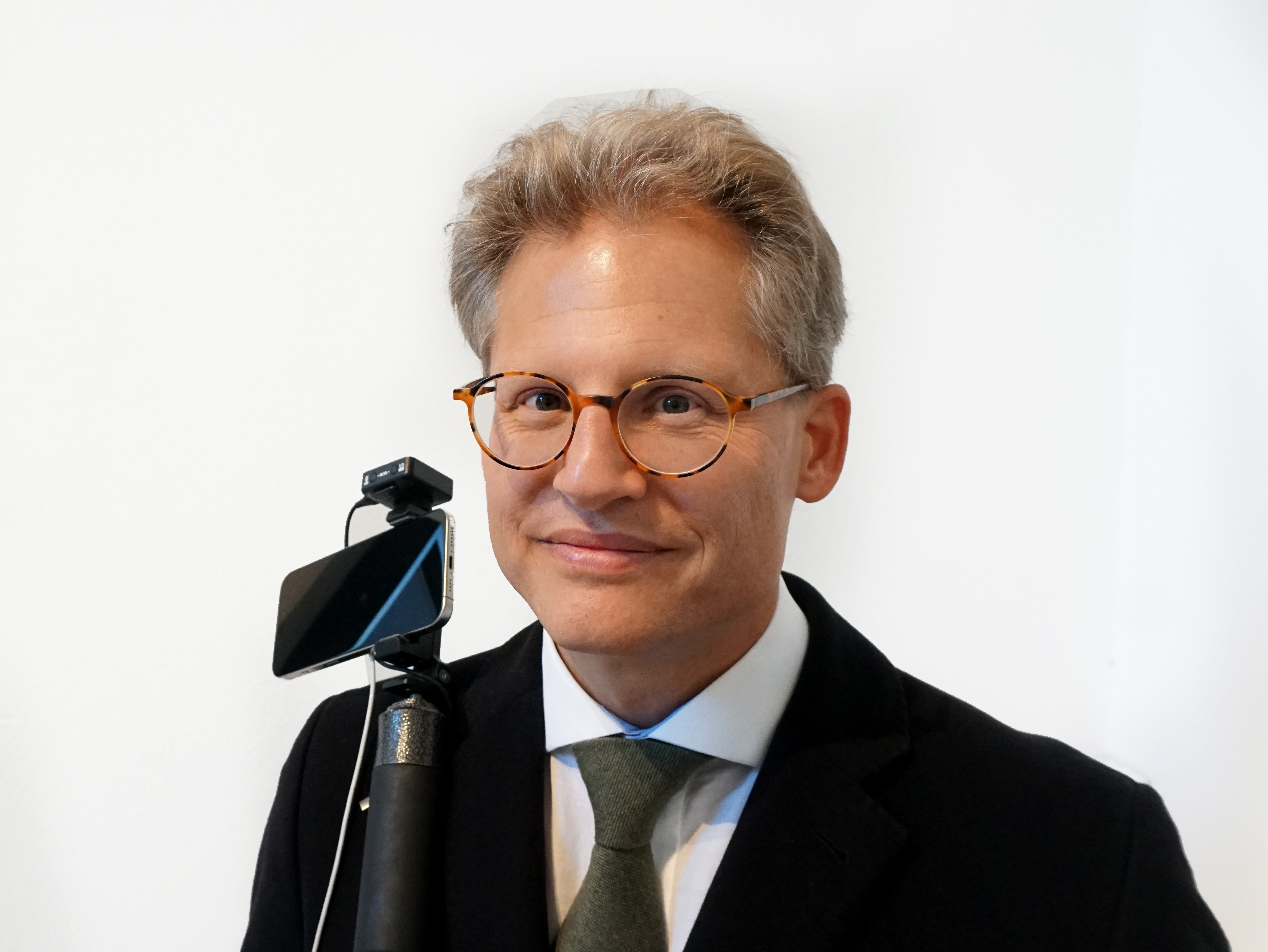
Martin Lejeune (* 1980)

- Lejeune, Max (1909–1995), französischer Politiker (SFIO, UDF), Minister, Senator und Mitglied der Nationalversammlung
- Lejeune, Michel (1907–2000), französischer Gräzist und Linguist (Phonologe)
- Lejeune, Petra (* 1948), deutsche Stadtplanerin und Journalistin
- Lejeune, Philippe (* 1938), französischer Literaturwissenschaftler
- LeJeune, Philippe (* 1954), französischer Blues-, Boogie Woogie- und Jazzpianist
- Lejeune, Pierre François (1721–1790), Bildhauer und Professor
- Lejeune, Rita (1906–2009), belgische Romanistin, Mediävistin und Wallonistin
- Lejeune, Robert (1891–1970), Schweizer evangelischer Geistlicher
- Lejeune, Stefanie (* 1966), deutsche Politikerin (FDP), MdL und Juristin
- Lejeune-Jehle, Mathilde (1885–1967), Schweizer Lehrerin, Pazifistin und Bildungspolitikerin
- Lejeune-Jung, Paul (1882–1944), deutscher Volkswirtschaftler, Politiker (DNVP), MdR und Widerstandskämpfer gegen den NationalsozialismusPaul Lejeune-Jung (1882–1944)

Paul Lejeune-Jung (1882–1944)

### Leji
- Lejiņš, Ilmārs Atis (* 1971), lettischer Brigadegeneral

### Lejn
- Lejnieks, Arvīds (* 1916), lettischer Eisschnellläufer und Bahnradsportler
- Lejnieks, Kārlis (* 1988), lettischer Tennisspieler

### Lejo
- Lejoly, Marcel (1948–2024), belgischer Politiker und Minister
- Lejon, Hans Björnsson (1530–1572), schwedischer Militär und Staatsmann

### Lejs
- Lejsal, Martin (* 1982), tschechischer Fußballtorhüter
- Lejsek, Aleš (* 1982), tschechischer Biathlet

### Lejz
- Lejzerowicz, Aaron (1919–2006), polnischer Holocaustüberlebender